# Val d'Erdre-Auxence
Val d'Erdre-Auxence is een gemeente in het Franse departement Maine-et-Loire (regio Pays de la Loire). De plaats maakt deel uit van het arrondissement Segré. Val d'Erdre-Auxence is op 15 december 2016 ontstaan door de fusie van de gemeenten La Cornuaille, Le Louroux-Béconnais en Villemoisan. De gemeente telde 4.967 inwoners op 1 januari 2022.

## Geografie
De oppervlakte van Val d'Erdre-Auxence bedroeg op 1 januari 2022 130,24 vierkante kilometer; de bevolkingsdichtheid was toen 38,1 inwoners per km².

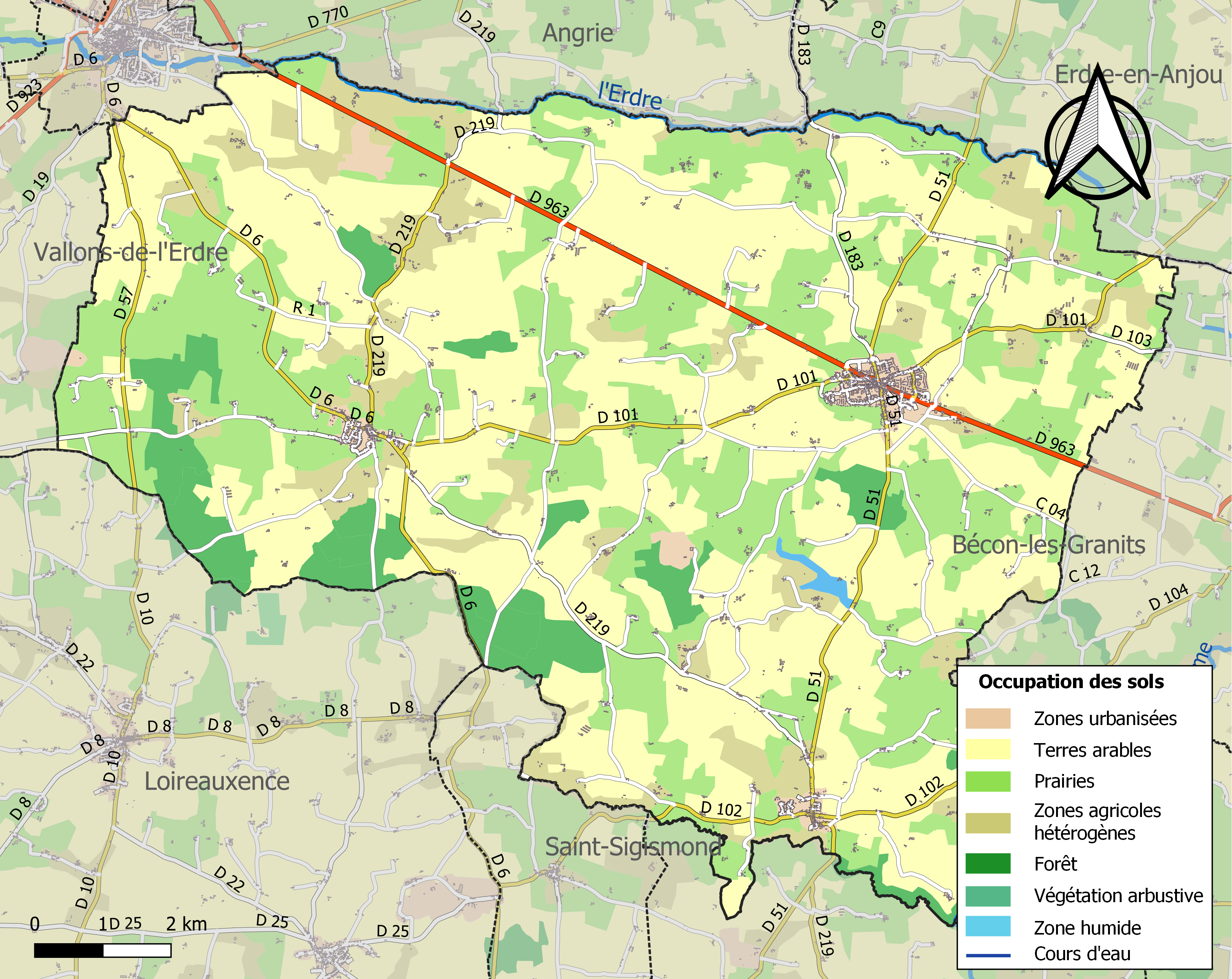
Kaart van de gemeente met de belangrijkste infrastructuur, bodemgebruik en omliggende gemeenten